# Stictoptera subaurata
Stictoptera subaurata är en fjärilsart som beskrevs av Walker 1857. Stictoptera subaurata ingår i släktet Stictoptera och familjen nattflyn. Inga underarter finns listade i Catalogue of Life.